# Corynaea dilechria
Corynaea dilechria is een vlinder uit de familie van de tastermotten (Gelechiidae). De wetenschappelijke naam van de soort werd voor het eerst geldig gepubliceerd in 1919 door Alfred Jefferis Turner.